# Droga wojewódzka nr 899
Droga wojewódzka nr 899 (DW899) – droga wojewódzka w centralnej  Polsce w województwie mazowieckim przebiegająca przez teren powiatu nowodworskiego. Droga ma długość 2 km. Łączy Cybulice Małe koło Nowego Dworu Mazowieckiego z miejscowością Stare Grochale. 

## Przebieg drogi
Droga rozpoczyna się w Cybulicach Małych, gdzie odchodzi od drogi wojewódzkiej nr 579. Następnie kieruje się w stronę północną i po 2 km dociera do miejscowości Stare Grochale, gdzie dołącza się do drogi wojewódzkiej nr 575. Droga przebiega przez teren Kampinoskiego Parku Narodowego.

## Miejscowości leżące przy trasie DW899
- Cybulice Małe
- Stare Grochale